# Женщина французского лейтенанта
О фильме см. Женщина французского лейтенанта (фильм)
«Женщина французского лейтенанта» (в другом переводе «Любовница французского лейтенанта», «Подруга французского лейтенанта»; англ. The French Lieutenant's Woman) — роман английского писателя Джона Фаулза, опубликованный в 1969 году.

## Сюжет
Действие романа происходит во второй половине XIX века, местом завязки является приморский городок Лайм-Реджис. Главный герой, Чарльз Смитсон, наследник небогатого аристократического рода, помолвлен с заурядной и происходящей из незнатной, но богатой семьи коммерсанта Эрнестиной Фримэн. Однажды, прогуливаясь по молу, герои видят женщину по имени Сара Вудрафф, известную как «женщина французского лейтенанта». По слухам, у неё был роман с заезжим французским офицером, который обещал жениться на ней, но уехал на родину и не вернулся. Сара стала изгоем, её приняла к себе компаньонкой богатая, но ограниченная и лицемерная миссис Поултни, а в свободное время Сара приходит на мол и всматривается в море.
Чарльз, палеонтолог-любитель, однажды встречается с Сарой во время прогулки. Она рассказывает историю своего соблазнения французом по имени Варгенн и просит его о помощи и поддержке. Позже Чарльз даёт Саре денег и советует покинуть город. Сара селится в гостинице в Эксетере. Когда туда прибывает Чарльз, между героями происходит объяснение, Сара отдаётся Чарльзу. Он обнаруживает, что Сара девственница, а значит, вся история о французском лейтенанте, рассказанная ему Сарой, оказывается ложью. Влюблённый в Сару Чарльз возвращается домой, объявляет о расторжении помолвки с Эрнестиной и возвращается к Саре, однако обнаруживает, что та скрылась.
Исчезновение Сары стало большим ударом для Чарльза, а расторжение помолвки подорвало дома его репутацию. Он проводит около двух лет в путешествиях, но возвращается в Англию, чтобы найти Сару. Наконец, он обнаруживает её в доме художника (автор намекает на Россетти) свободной и уверенной в себе женщиной, секретаршей и, возможно, спутницей мастера.
Автор на протяжении романа предлагает три возможных финала. В финале, описанном до сцены в гостинице в Эксетере, Чарльз женится на Эрнестине, и Сара пропадает из их жизни. Тем не менее этот конец опровергается продолжением романа. В концовке автор, вводя себя в качестве эпизодического персонажа, разворачивает перед зрителем два возможных эпилога. В первом Чарльз, вошедший в дом художника, обнаруживает, что Сара родила от него ребёнка, а завершающие строки предполагают, что герои воссоединились и вместе обретут своё счастье. Во втором — воссоединение не состоялось, Чарльзу открылось, что он был игрушкой для Сары. Он уходит из этого дома, чтобы начать жизнь заново, познав горечь утраты и разочарования.

## Основные мотивы
«Женщина французского лейтенанта» считается ключевым произведением английской литературы второй половины XX века и ярчайшим представителем постмодернизма, в то же время сохраняющим элементы традиции реализма. Фаулз помещает своих героев в условия викторианского романа, в сюжетных линиях, именах некоторых героев и их характерах можно обнаружить отсылки к произведениям Чарльза Диккенса, Джорджа Мередита, Томаса Харди и их современников. Однако авторский текст постоянно напоминает читателю, что роман написан в XX веке: Фаулз объясняет поведение своих героев, используя отсылки к теории психоанализа и современным ему философским течениям, сравнивает сооружения мола с полуабстрактными скульптурами Генри Мура, а сердце героини — с компьютером.
Фаулз также оспаривает роль автора, который в викторианскую эпоху был своего рода всемогущим Богом: он утверждает, что ему неведомы сокровенные мысли его героев, а сами они живут собственной жизнью и могут не слушаться авторского замысла. В главе 13 Фаулз рассуждает о природе авторства и смене парадигмы за период, прошедший с викторианской эпохи. Автор остаётся создателем своей вселенной, демиургом, Богом, и полный отказ от этой роли означал бы утрату идентичности автора, однако как меняются представления о Боге с течением времени, так и Фаулз считает нужным ввести в жизнь своих героев элемент свободы воли.
Особое место в романе занимает игра с финалами. Первый финал, типичный для пародируемых им викторианских романов, Фаулз явно высмеивает. Предлагая читателю две других концовки, Фаулз формально не предлагает ответа на вопрос, какую из концовок выбрал бы сам автор. Фаулз в своих произведениях редко оставлял ясные концовки (так, например, открытым и неясным остаётся финал «Волхва»). По мнению А. Долинина, в рамках экзистенциальной философии Фаулза истинным мог быть только последний, открытый финал, в котором герой остаётся один против всего мира, однако обрётшим нравственный урок и понимание жизни. По мнению П. Купер, оставляя читателя в безвестности относительно будущего своих героев, Фаулз ставит его в положение героев книги, которых автор-рассказчик покидает на распутье, предоставляя, в соответствии с принципом свободы воли, дальше решать свою судьбу самим.

## Отзывы
"Как история любви и как диалог с викторианской литературой — бесподобна", — Анна Ки.

## Экранизация
В 1981 году роман был экранизирован. В одноимённом фильме Карела Рейша роли Сары и Чарльза исполнили, соответственно, Мерил Стрип и Джереми Айронс. Фильм был номинирован на премию «Оскар» в пяти категориях и на премию BAFTA в 11 категориях (получил три премии BAFTA, в том числе Мерил Стрип была признана лучшей актрисой).